# Villanueva de Oscos (kommunhuvudort)
Villanueva de Oscos (galiciska: Vilanova de Ozcos) är en kommunhuvudort i Spanien.   Den ligger i provinsen Province of Asturias och regionen Asturien, i den nordvästra delen av landet, 400 km nordväst om huvudstaden Madrid. Villanueva de Oscos ligger 737 meter över havet och antalet invånare är 411.
Terrängen runt Villanueva de Oscos är kuperad. Runt Villanueva de Oscos är det glesbefolkat, med 9 invånare per kvadratkilometer. Närmaste större samhälle är Boal, 18,3 km nordost om Villanueva de Oscos. I omgivningarna runt Villanueva de Oscos växer i huvudsak blandskog.